# Imaginationland : Épisode 3
 (mars 2017).
Si vous disposez d'ouvrages ou d'articles de référence ou si vous connaissez des sites web de qualité traitant du thème abordé ici, merci de compléter l'article en donnant les références utiles à sa vérifiabilité et en les liant à la section « Notes et références ».
Imaginationland : Épisode 3 (Imaginationland Episode III en VO) est le douzième épisode de la onzième saison de la série animée South Park, ainsi que le 165e épisode de l'émission. Butters est le héros incontestable de ce dernier épisode qui clôt la Trilogie Imaginationland.

## Résumé
Aslan résume ce qui s'est passé dans les deux épisodes précédents. Butters doit faire usage de son imagination pour aider l'armée du bien à vaincre celle du mal. Le bien s'arme. Butters est le seul être réel d'Imaginationland. C'est un créateur. Entretemps dans le monde réel, Al Gore démontre l'existence d'Homoursporc. Kyle est à même d'entendre Stan dans sa tête, peut-être une séquelle du fait que Kyle a été électrocuté par Homoursporc. Cartman arrive et semble plus déterminé que jamais à régler le pari. Butters doit rappeler le père Noël à la vie mais il ne pense qu'à son père et à la punition qui l'attend. Le conseil des neuf somme Butters d'invoquer le père Noël. Al Gore, avec ses bêtises, répand la nouvelle de l'attaque terroriste à Imaginationland. Le Pentagone est sommé de s'expliquer. Stan se trouve en fait sur le chemin vers le château Grand Soleil. Il aperçoit la guerre entre méchants et gentils. Les deux factions se chargent, celle du bien menée par Jésus. Butters a du mal à contrôler ses incroyables pouvoirs.
Le département de la Défense des États-Unis annonce qu'Imaginationland doit être détruit, mais ils en sont empêchés par l'affaire « Cartman contre Broflovski » qui reconnaît aux êtres imaginaires le fait d'être réels. La cour suprême des États-Unis renverse alors le jugement. Stan continue de communiquer avec Kyle. Ce dernier tente d'aller le sauver. Au pays imaginaire, la guerre continue, en défaveur des gentils. Butters ramène enfin le père Noël qui tue le minotaure d'un bon coup de hache. Kyle tente d'aller au Pentagone mais il doit patienter avec les hippies qui manifestent et Al Gore qui comme d'habitude n'en fait qu'à sa tête. À Imaginationland, Butters lutte contre des bactéries causant des caries avec du dentifrice détartrant : il commence à comprendre et à mesurer l'efficacité de son pouvoir. Stan et Butters sont enfin réunis. Ce dernier apprend à Stan qu'il est l'élu, la clé, et Stan leur apprend en retour qu'Imaginationland va être anéanti par un missile nucléaire. Cartman retourne dans la fameuse salle de la porte ou s'engage un débat sur ce qui est imaginaire ou pas (Dieu, le paradis, l'enfer) et donc sur le bien-fondé de l'attaque. Cartman fait valoir l'existence des Leprechaun. Kyle est toujours en contact avec Imaginationland. Il parle avec Stan, Jesus, Luke Skywalker et Superman, qui successivement l'encouragent à faire quelque chose.
La guerre continue, avec un Butters au paroxysme de ses pouvoirs qui est au milieu du champ de bataille à distribuer des armes et des dons, volant dans une sphère de lumière. Kyle arrive dans la salle de la porte. Kyle fait un discours sur l'imagination, invoquant la force de leurs enseignements, changeant les vies et la face du monde, ces choses sont dès lors plus réelles qu'aucun d'entre nous. Imaginationland n'est plus menacée grâce à cette intervention et le pari de Cartman est sauvé. Pour autant, Kyle ne sucera jamais les testicules de Cartman. Al Gore arrive et active l'aspiration des bureaux du Pentagone par la porte. La guerre de l'imagination est gagnée  grâce aux efforts de Butters, mais la porte projette tout le monde sur Imaginationland, et le missile nucléaire détruit Imaginationland.
Puis c'est le néant. Butters en sort vivant, probablement rendu invulnérable par ses pouvoirs.
Il réussit grâce à ses pouvoirs à recréer Imaginationland tel quel avant l'arrivée des terroristes, avec le maire et tous ses amis, les gens du Pentagone et les méchants cantonnés derrière leur porte. Cartman tire enfin un enseignement de toute cette histoire, il imagine un autre Cartman, puis un autre Kyle lui suçant les testicules avec enthousiasme ! Et ce devant toutes les personnes présentes. Le père Noël indique que Kyle a assez sucé et qu'il est temps de rentrer. Butters se réveille enfin chez lui. Sa victoire est racontée dans le journal mais ses parents le grondent. Il tente de s'échapper avec l'imagination. Mais impossible. Il est donc puni pour avoir échappé à sa corvée. Butters achève l'épisode sur un « haaaan... merde ! ».

## Réception
Outre la très bonne réception critique persistante depuis le début de la trilogie, Imaginationland 3 est la deuxième meilleure audience de l'année sur Comedy Central avec 3,9 millions de téléspectateurs.

## Scènes ajoutées pour le DVD
- Introduction à la Star Wars avec le titre « Kyle sucks Cartman's Balls »
- La scène du résumé d'Aslan a été remplacée au début par une scène avec Aslan à l'intérieur du château où ce dernier explique ce qui va se passer de sorte à rendre la scène plus crédible. Butters est cette fois informé de son rôle dans le château même et non plus sur le pont.
- Un plan présente les méchants. Un étrange monstre œil tentaculaire apparaît dans la scène de guerre.
- Le père Noël ne tue plus le minotaure mais le capitaine Crochet.
- Nombre de plans ont changé. À un moment derrière Aslan on peut voir un dragon blanc avec une mitraillette.
- Une fée Clochette apparaît pour se faire empaler sur une flèche dans le plan du château qui suit la conversation entre Kyle et Superman.
- Popeye est déshabillé quand les animaux le violent.
- Après le speech de Kyle, quelqu'un informe le chef du Pentagone que Kyle avait raison, et que l'imagination revenait à la normale, en référence aux actes de Butters. Le chef demandera que soit faite une annonce imaginaire.
- Luke Skywalker intervient dans la scène finale.
- La scène finale entre Cartman et Kyle est un peu plus longue.
- Tout le monde chante la ballade de l'Imagination après cette scène.
- Le journal du père de Butters est montré en gros plan, et il est daté à la date exacte de première diffusion de la 3e partie, le mercredi 31 octobre 2007.

## Personnage présent dans Imaginationland
- Charlie de Où est Charlie ?
- Rom du comics éponyme
- Darkseid de DC Comics
- le Père Noël
- Gandalf
- Luke Skywalker
- Superman
- les fantômes du jeu-vidéo Pacman